# Mahesh Narayanan
Mahesh Narayanan (nascut el 2 de maig de 1982) és un director de cinema, guionista, editor i director de fotografia indi que treballa principalment al cinema malayalam, també ha treballat al tàmil i pel·lícules hindi. Ha rebut el Kerala State Film Award al millor director debutant (2017) i el Kerala State Film Award al millor director (2022). És conegut sobretot pel seu muntatge a Vishwaroopam i Vishwaroopam II, dirigida per Kamal Haasan. Els seus millors treballs com a director inclouen Take Off (2017) C U Soon (2020) Malik  (2021) i Ariyippu (2022) 

## Carrera
Després de completar la seva graduació a l'University College Thiruvananthapuram; es va incorporar a M.G.R. Government Film and Television Training Institute a Tamil Nadu després del qual va començar a treballar com a editor d'anuncis. Posteriorment va progressar a l'edició de documentals, curtmetratges i va entrar a la indústria cinematogràfica amb Rathri Mazha, una pel·lícula malayalam que va guanyar cinc Kerala State Film Awards.
Algunes de les seves pel·lícules més populars com a editor inclouen Beautiful, Trànsit, Kanyaka Talkies, Viswaroopam i Ennu Ninte Moideen. Després d'establir-se com un editor consumat i reeixit, Mahesh es va aventurar a escriure i va debutar com a guionista amb la pel·lícula malayalam del 2015 Mili, que va tenir crítiques entusiastes a Kerala.
El 2017 Mahesh Narayanan va progressar en la realització de cinema dirigint el seu primer llargmetratge Take Off, un thriller dramàtic indi del 2017, basada en el segrest de les infermeres índies a la ciutat de Tikrit, Iraq, el 2014 amb Parvathy Thiruvothu, Kunchacko Boban i Fahadh Faasil protagonitzant els papers principals. Està escrit per Mahesh Narayanan i P. V. Shajikumar. La pel·lícula es va rodar a diverses parts de Dubai i Kerala. Take Off es va estrenar el 24 de març de 2017. La pel·lícula va ser un èxit de taquilla, amb una recaptació de 40 milions de ₹ i durant més de 125 dies als cinemes. La pel·lícula va estar a la secció de competició en diversos festivals internacionals, com el Festival Internacional de Cinema de l'Índia i el Festival Internacional de Cinema de Kerala. La pel·lícula va guanyar un premi especial del jurat al 48è Festival Internacional de Cinema de l'India. La pel·lícula va guanyar cinc Kerala State Film Awards, inclòs el Premi al Millor Director Debutant per Mahesh Narayanan.

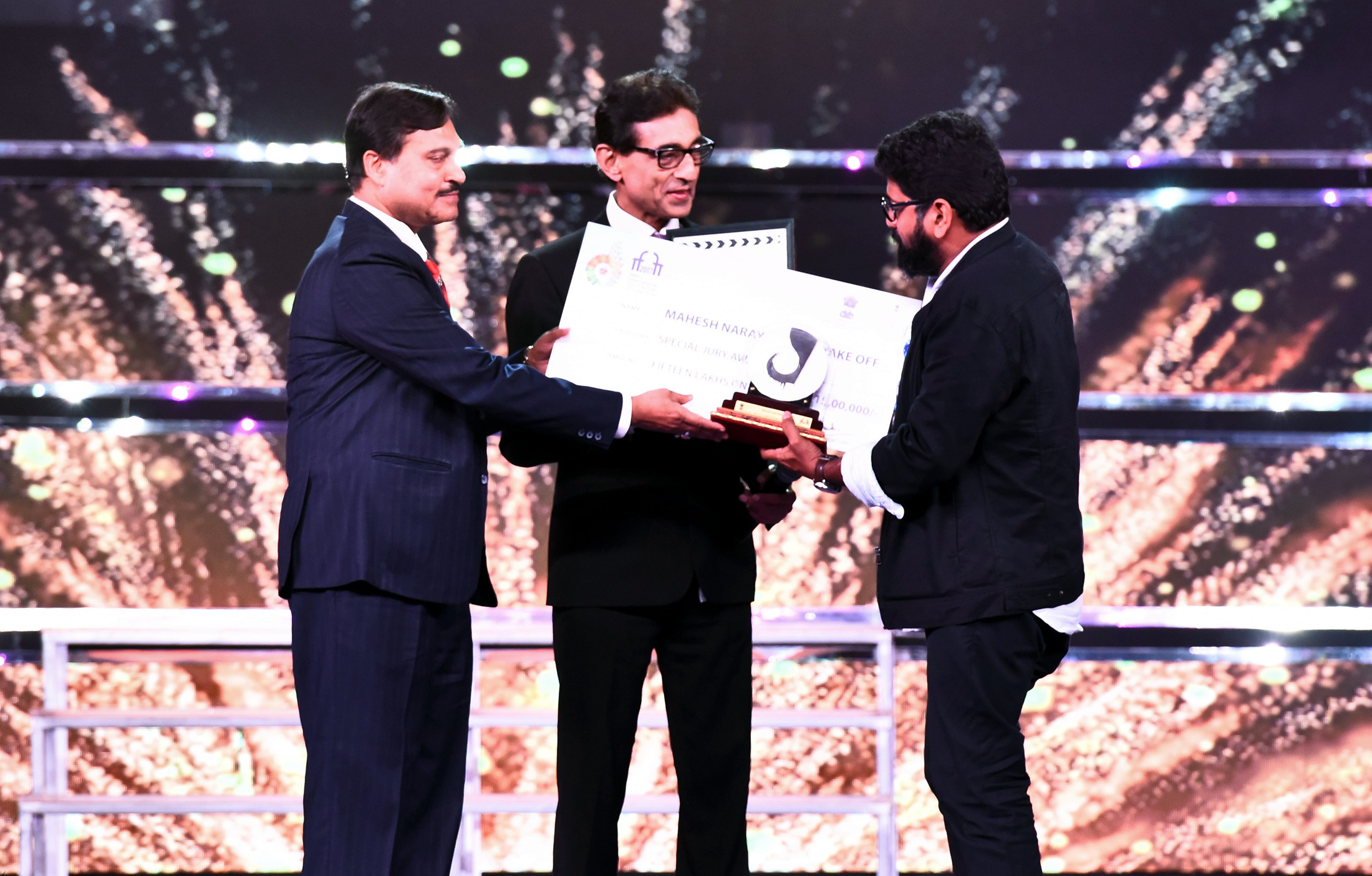
El premi especial del jurat del Festival Internacional de Cinema de l'Índia 2017 es va lliurar al director Mahesh Narayanan per la pel·lícula Take Off, que es basa en el calvari de les infermeres índies a la ciutat de Tikrit, Iraq.

El juny de 2020, Mahesh Narayanan va anunciar que la seva propera aventura seria en una aventura experimental titulada C U Soon, protagonitzada per Fahadh Faasil en un paper principal. Mahesh va descriure la pel·lícula com un petit exercici amb un iPhone en lloc d'un llargmetratge. També es va revelar que la pel·lícula tindria una durada d'uns 60-65 minuts (el temps d'estrena final va ser de 1 h 38 min) i rodaria al pis de Faasil. Tot i que la pel·lícula va obtenir l'aprovació de la Federació d'Empleats de Cinema de Kerala (FEFKA), l'Associació de Productors de Cinema de Kerala (KFPA) es va oposar al rodatge pel que fa a les interrupcions causades per la pandèmia de COVID-19. Malgrat això, el rodatge es va completar amb èxit el 21 d'agost. Després del seu llançament OTT a Amazon Prime Video, la pel·lícula va rebre ressenyes positives de la crítica. És la primera pel·lícula de pantalla d'ordinador de l'Índia. C U Soon fou projectada sota la categoria screen-life al 42è Festival Internacional de CInema de Moscou

## Vida personal
Mahesh Narayanan va néixer al Thiruvananthapuram del Dr. Geetha i Narayanan. Té un germà petit. Està casat amb Ramya i té una filla.

## Premis
- 2023: Kerala State Film Award al millor director -Ariyippu[5][6]
- Premi Especial del Jurat, Silver Peacock a l'IFFI 2017[7][8][9][10][11][12][13]
- 65ns National Film Awards, menció especial per Take Off[14][15][16][17][18]
- Kerala State Film Award al millor director debutant[19][20]
- Premi al millor guió al SCO Film Festival, Qingdao, Xina[21][22]
- Audience Choice Award al Indian Film Festival of Los Angeles, Los Angeles, 2018[23][24][25]
- Vanitha Film Awards 2018 – Millor pel·lícula – Take Off[26]
- Asiavision Award 2017 al millor director – Take Off[27]
- Asianet Film Award 2018 al millor director – Take Off[28]
- Asianet Film Awards 2015 al millor editor – Ennu Ninte Moideen
- 9ns South Indian International Movie Awards al millor director – C U Soon
- 10ns South Indian International Movie Awards al millor director – Malik

## Filmografia
| Any  | Títol                                   | Editor | Director | Guionista | Director de fotografia | Productor | idioma      | Notes                                                        |
| ---- | --------------------------------------- | ------ | -------- | --------- | ---------------------- | --------- | ----------- | ------------------------------------------------------------ |
| 2007 | Rathri Mazha                            | Sí     | No       | No        |                        |           | Malaiàlam   |                                                              |
| 2008 | Positive                                | Sí     | No       | No        |                        |           | Malaiàlam   |                                                              |
| 2008 | Phir Kabhi                              | Sí     | No       | No        |                        |           | Hindi       |                                                              |
| 2009 | Kavya's Diary                           | Sí     | No       | No        |                        |           | Telugu      |                                                              |
| 2009 | 16 mm: Memories, Movement and a Machine | Sí     | No       | No        |                        |           | Anglès      |                                                              |
| 2009 | Gulumaal: The Escape                    | Sí     | No       | No        |                        |           | Malaiàlam   |                                                              |
| 2010 | Plus Two                                | Sí     | No       | No        |                        |           | Malaiàlam   |                                                              |
| 2010 | Pokkiri Raja                            | Sí     | No       | No        |                        |           | Malaiàlam   |                                                              |
| 2010 | Aathmakatha                             | Sí     | No       | No        |                        |           | Malaiàlam   |                                                              |
| 2011 | Makaramanju                             | Sí     | No       | No        |                        |           | Malaiàlam   |                                                              |
| 2011 | Seniors                                 | Sí     | No       | No        |                        |           | Malaiàlam   |                                                              |
| 2011 | A Pestering Journey                     | Sí     | No       | No        |                        |           | English     |                                                              |
| 2011 | The Metro                               | Sí     | No       | No        |                        |           | Malaiàlam   |                                                              |
| 2011 | Three Kings                             | Sí     | No       | No        |                        |           | Malaiàlam   |                                                              |
| 2011 | Karayilekku Oru Kadal Dooram            | Sí     | No       | No        |                        |           | Malaiàlam   |                                                              |
| 2011 | Beautiful                               | Sí     | No       | No        |                        |           | Malaiàlam   |                                                              |
| 2011 | Traffic                                 | Sí     | No       | No        |                        |           | Malaiàlam   |                                                              |
| 2012 | Mallu Singh                             | Sí     | No       | No        |                        |           | Malaiàlam   |                                                              |
| 2012 | Casanovva                               | Sí     | No       | No        |                        |           | Malaiàlam   |                                                              |
| 2012 | Trivandrum Lodge                        | Sí     | No       | No        |                        |           | Malaiàlam   |                                                              |
| 2013 | Natholi Oru Cheriya Meenalla            | Sí     | No       | No        |                        |           | Malaiàlam   |                                                              |
| 2013 | Kili Poyi                               | Sí     | No       | No        |                        |           | Malaiàlam   |                                                              |
| 2013 | Chennaiyil Oru Naal                     | Sí     | No       | No        |                        |           | Tàmil       |                                                              |
| 2013 | Olipporu                                | Sí     | No       | No        |                        |           | Malaiàlam   |                                                              |
| 2013 | Vishwaroopam                            | Sí     | No       | No        |                        |           | Tamil Hindi | Millor Editor al Festival de Cinema de Jagran 2013           |
| 2013 | Mumbai Police                           | Sí     | No       | No        |                        |           | Malaiàlam   |                                                              |
| 2013 | Sound Thoma                             | Sí     | No       | No        |                        |           | Malaiàlam   |                                                              |
| 2014 | How Old Are You?                        | Sí     | No       | No        |                        |           | Malaiàlam   |                                                              |
| 2014 | Cousins                                 | Sí     | No       | No        |                        |           | Malaiàlam   |                                                              |
| 2015 | Mili                                    | Sí     | No       | Sí        |                        |           | Malaiàlam   | També guionista                                              |
| 2015 | 36 Vayadhinile                          | Sí     | No       | No        |                        |           | Tamil       |                                                              |
| 2015 | Nirnayakam                              | Sí     | No       | No        |                        |           | Malaiàlam   |                                                              |
| 2015 | Love 24x7                               | Sí     | No       | No        |                        |           | Malaiàlam   |                                                              |
| 2015 | Ennu Ninte Moideen                      | Sí     | No       | No        |                        |           | Malaiàlam   |                                                              |
| 2016 | Traffic                                 | Sí     | No       | No        |                        |           | Hindi       |                                                              |
| 2017 | Udaharanam Sujatha                      | Sí     | No       | No        |                        |           | Malaiàlam   |                                                              |
| 2017 | Take Off                                | Sí     | Sí       | Sí        |                        |           | Malaiàlam   | Kerala State Film Award al millor director debutant          |
| 2018 | B.Tech                                  | Sí     | No       | No        |                        |           | Malaiàlam   |                                                              |
| 2018 | Abrahaminte Santhathikal                | Sí     | No       | No        |                        |           | Malaiàlam   |                                                              |
| 2018 | Vishwaroopam II                         | Sí     | No       | No        |                        |           | Tàmil Hindi |                                                              |
| 2019 | Uyare                                   | Sí     | No       | No        |                        |           | Malaiàlam   |                                                              |
| 2020 | C U Soon                                | Sí     | Sí       | Sí        | Sí                     |           | Malaiàlam   | Amazon Prime Film                                            |
| 2021 | Aarkkariyam                             | Sí     | No       | No        |                        |           | Malaiàlam   |                                                              |
| 2021 | Nayattu                                 | Sí     | No       | No        |                        |           | Malaiàlam   |                                                              |
| 2021 | Mālik                                   | Sí     | Sí       | Sí        |                        |           | Malaiàlam   | Amazon Prime Film                                            |
| 2022 | Malayankunju                            | No     | No       | Sí        | Sí                     |           | Malaiàlam   |                                                              |
| 2022 | Ariyippu                                | Sí     | Sí       | Sí        | No                     | Sí        | Malaiàlam   | Co-Producing with Udaya Pictures and shebin backer           |
| 2023 | Sherlock                                | No     | Sí       | Sí        | No                     | No        | Malaiàlam   | Dirigeix 1 segment protagonitzat per Fahadh Faasil           |
| 2023 | Phantom Hospital                        | No     | Sí       | Sí        | No                     | No        | Hindi       | Debut com a director en hindi; Coguionista amb Akash Mohimen |